# Rape

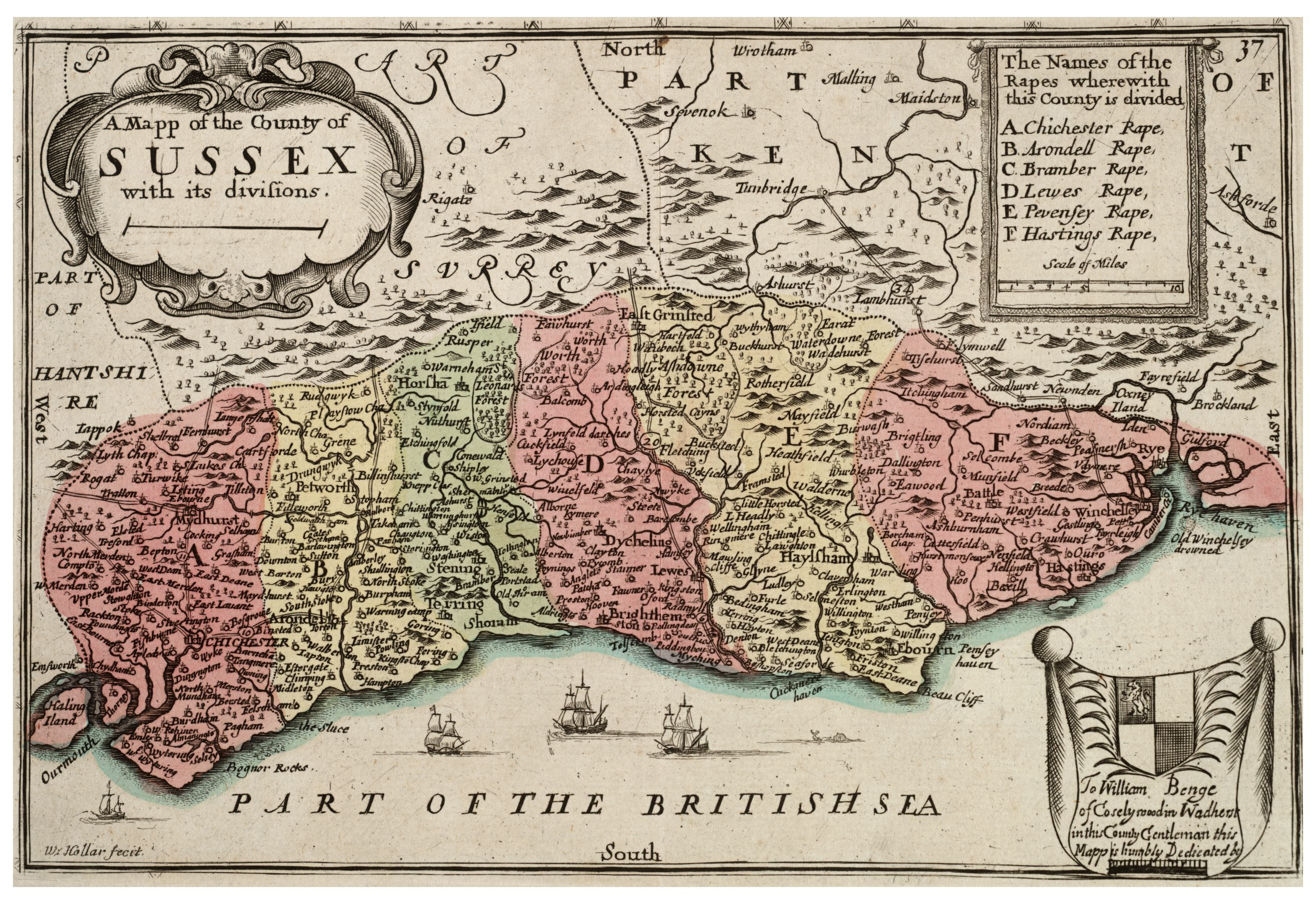
Carte du Sussex de Wenceslas Hollar montrant les six rapes.

Le rape était une sous-division traditionnelle du comté de Sussex en Angleterre. L'origine est inconnue, mais elle précède la conquête normande. Chaque rape était constitué de plusieurs hundreds, et était une division intermédiaire entre le comté et le hundred. En cela, un rape est très proche des lathes du Kent et des ridings du Yorkshire.

## Étymologie
Une origine suggérée de ce mot est la division territoriale islandaise hreppr, toutefois elle est rejetée par le New English Dictionary. Il a été suggéré une origine saxonne par le mot rap (corde), puisque les cordes étaient utilisées pour baliser le territoire.

## Organisation normande
Le Sussex était divisé en rapes d'Arundel, Bramber, Lewes, Hastings et Pevensey. Le rape d'Arundel fut plus tard (peu avant 1142) divisé en deux donnant un nouveau rape, Chichester. Chacun était centré autour d'un château, avait son propre shérif qui ne répondait qu'au tenant-en-chef du rape. Chaque rape avait la forme d'une bande orientée nord-sud, de la frontière du comté de Surrey à la Manche. Les châteaux d'Arundel, Bramber et Lewes permettaient de surveiller les fleuves côtiers Arun, Adur et Ouse (respectivement), alors que ceux de Chichester, Hastings et Pevensey permettaient de surveiller la côte. Cette disposition fut créée par Guillaume le Conquérant, probablement pour protéger la route vers et depuis la Normandie.
En 1067, le roi Guillaume, de retour en Angleterre installa des barons dans les rapes :
- rape d'Arundel : Roger II de Montgommery ;
- rape d'Hastings : Onfroy du Tilleul (neveu d'Hugues de Grandmesnil), puis assez rapidement Robert, comte d'Eu ;
- rape de Lewes : Guillaume de Warenne ;
- rape de Pevensey : Robert de Mortain, qui occupait le château depuis le début de la conquête.

Créé un peu plus tard :
- rape de Bramber : Guillaume de Briouze.

## Sources
- (en) Cet article est partiellement ou en totalité issu de l’article de Wikipédia en anglais intitulé « Rape (county subdivision) » (voir la liste des auteurs).
- Norman Conquest, Trevor Rowley, Batsford/English Heritage (Londres)
- (en) Histoire du comté de Sussex, numérisé et accessible en ligne.